# Gleichgültigkeit
Gleichgültigkeit (auch Indifferenz) bezeichnet einen Wesenszug des Menschen, welcher Gegebenheiten und Ereignisse hinnimmt, ohne diese zu werten, sich dafür zu interessieren, sich ein moralisches Urteil darüber zu bilden oder handelnd aktiv zu werden, um diese zu ändern.
Außerdem können Gleichgültigkeit und ihre Steigerungsform, der Stupor als psychische Störung, sowie als Begleiterscheinung der Anwendung von bestimmten Arzneimitteln oder des Konsums einiger psychotroper Substanzen auftreten.
Mangelnde Anteilnahme durch Gleichgültigkeit schränkt auch den Wunsch ein, sich politisch, ehrenamtlich oder sozial zu betätigen. Daher ist der indirekte Schaden, den diese Geisteshaltung anrichten kann, hoch. So bezeichnet der politische Aktivist Stéphane Hessel Gleichgültigkeit als „die schlimmste Einstellung“.
Da Gleichgültigkeit die Fähigkeit zur Empathie herabsetzt, ist sie darüber hinaus von strafrechtlicher Relevanz, da die Hemmschwelle, Straftaten zu begehen, durch eine nur schwach ausgeprägte Fähigkeit zum Mitgefühl herabgesetzt ist und Gleichgültigkeit in der Erziehung schwerwiegende Folgen haben kann.

## Definition
Das medizinische Wörterbuch Pschyrembel definiert Gleichgültigkeit wie folgt:

„Unentschiedenheit oder Gleichgültigkeit in Bezug auf eine Entscheidungsfindung oder Handlung. Indifferenz kann ein Wesenszug eines Menschen sein, aber auch ein Symptom einer psychischen Störung, z. B. bei Drogenkonsum oder im Rahmen einer frontotemporalen Demenz.“

### Abgrenzung
Die Steigerung von Gleichgültigkeit, eine krankhafte Antriebsstörung bezeichnet man als Stupor. Der Stupor zeichnet sich durch weitgehende Ausdrucksarmut (bzw. fehlendes Ausdrucksverhalten) bis hin zur Reglosigkeit aus, sowie starre Mimik, Verstummen (im Sinne von Mutismus), sowie ausbleibende Reaktion auf äußere Stimulation. Aufmerksamkeit und Wahrnehmung der Umgebung sind in der Regel nicht beeinträchtigt, unter Umständen liegt eine extreme innere Anspannung vor.
Ein angemessenes Maß an Gleichgültigkeit, die Gelassenheit dient dem Selbstschutz und der Abgrenzung. Diese Form von Gleichgültigkeit kommt vielen Menschen, die besonders hilfsbereit sind, oder gar von einem Helfersyndrom betroffen sind bereits egoistisch vor. Daher hat sich mittlerweile eine eigene Sparte von Ratgebern darauf spezialisiert den Menschen etwas mehr Gelassenheit nahezulegen. Zu den erfolgreichsten Ratgebern dieser Art zählen die Bestseller von Alexandra Reinwarth.

### Gleichgültigkeit auf gesellschaftlicher Ebene
Der Autor und ehemalige Widerstandskämpfer Stéphane Hessel ruft in seinem Essay Empört Euch! dazu auf, sich proaktiv gegen gesellschaftliche Missstände zu engagieren, indem man diese nicht einfach hinnimmt. Hessel vertritt die Ansicht, man müsse sich die Mühe machen hinzusehen, um unerträgliche Zustände zu bemerken, beim Namen zu nennen, anzuprangern und schließlich zu ändern. In diesem Kontext beklagt er eine Einstellung, die sich zufriedengibt, sich abfindet und weder nach Problemen sucht, noch bereit ist Missstände zu benennen. In diesem Zusammenhang sagte Hessel in einem Interview mit der FAZ:

„Am schlimmsten ist es, wenn man sagt: „Damit habe ich nichts zu tun. Das ist mir egal.“ Wer sich so verhält, verliert eine der wesentlichen und unverzichtbaren Eigenschaften, die den Menschen ausmachen: die Fähigkeit zur Empörung und das Engagement, das daraus erwächst.“

Fehlendes Engagement lässt sich  auch hinsichtlich des Wahlverhaltens feststellen. Die Bundeszentrale für politische Bildung veröffentlicht seit Jahren Statistiken zur Wahlbeteiligung, obwohl diese nach einem absoluten Tiefpunkt (2009) wieder ansteigt, geht jeder vierte Stimmberechtigte nicht zur Wahl.
Die Tendenz einer Abwendung vom Politischen, bzw. die sogenannte Politikverdrossenheit bezeichnet „eine negative Einstellung der Bürger in Bezug auf politische Aktivitäten und Strukturen, die sich unter Umständen in Desinteresse oder Ablehnung von Politik, ihrer Institutionen und politischem Handeln äußert.“ Hier steht Desinteresse, Gleichgültigkeit oder Resignation würden den Sachverhalt ähnlich gut umschreiben.

### Gleichgültigkeit auf privater Ebene

#### Im Erwachsenenalter
Der amerikanische Psychologe und Paartherapeut John Gottman benennt Gleichgültigkeit als einen der vier häufigsten Gründe für das Scheitern von Paarbeziehungen. Rückzug und Abbruch der Kommunikation beinhalten stets mangelndes Interesse. Wer dem Partner seine Gleichgültigkeit durch Abwendung demonstriert geht, laut Gottman, Streit ebenso aus dem Weg wie der eigentlichen Beziehung zu Partner oder Partnerin.
Die Psychologin Doris Wolf vertritt die Ansicht, Gleichgültigkeit sei das Gegenteil von Liebe. Anzeichen dafür, dass jemand nicht mehr an seinem Gegenüber interessiert ist, sind: dauerhaftes Sich-Gehenlassen, denn es führt zu emotionalen, gesundheitlichen und sozialen Problemen und ist in einer Partnerschaft Ausdruck für die Gleichgültigkeit gegenüber dem Partner. Nach Beobachtung der Paartherapeutin neigen Männer in Partnerschaften eher dazu, sich gehen zu lassen, da sie in der Partnerschaft einen Ort des Ausruhens sehen, wo man es sich gut gehen lassen und von der Arbeit erholen kann. Das Gegenüber nimmt ein solches Verhalten oft als mangelnde Wertschätzung wahr und fühlt sich zunehmend allein gelassen, was zur Entfremdung und schließlich zum Scheitern der Beziehung führt.

#### Bei Kindern und Heranwachsenden
In einer Studie wurde untersucht, wie Kinder (6 bis 11 Jahre) und Jugendliche (12 bis 16 Jahre) mit verschiedenen Aspekten des Gemeinschaftssinns, wie Empathie und Solidarität, aber auch mit Gleichgültigkeit und der Abwertung von Schwächeren umgehen. Das Ergebnis zeigt, dass zwar die Mehrheit der heutigen Heranwachsenden über einen positiven Sinn für das menschliche Miteinander verfügen, allerdings hat gut jedes fünfte der befragten Kinder hier bedenkliche Defizite. Bei den Jugendlichen fällt sogar ein Drittel (33 Prozent) durch unterdurchschnittlich entwickelten Gemeinschaftssinn auf. Hinsichtlich der Gleichgültigkeit gegenüber den Problemen anderer, zeigt sich ein bedenkliches Bild: Fast drei Viertel aller befragten Kinder (70 Prozent) sind zumindest teilweise gleichgültig gegenüber Leidtragenden und haben für deren Problemlagen lediglich ein „selber schuld“ übrig. Ein Fünftel der Kinder (22 Prozent) ist sogar stark überzeugt von dieser Haltung. Aussagen wie: „Wenn ein anderes Kind Probleme in der Schule hat, ist es meistens selber schuld“ oder: „Wenn andere Kinder traurig sind und ich nicht schuld bin, ist mir das egal“ finden bei mehr als einem Viertel der Jungen starke Zustimmung, aber nur 16 Prozent der Mädchen sehen das auch so. Immerhin 34 Prozent der Mädchen stehen dieser Haltung sehr skeptisch gegenüber – im Vergleich zu 26 Prozent der Jungen. Dieselbe Studie wies nach, dass es bei der Gleichgültigkeit gegenüber Anderen einen entscheidenden Unterschied gibt: 30 Prozent der Jugendlichen mit niedrigem sozioökonomischem Status weisen Gleichaltrigen in Problemlagen die individuelle Schuld zu und werten andere Kinder häufiger ab. Ihre Altersgenossen aus besser gestellten Haushalten zeigen dieses Verhalten deutlich seltener. Haben die Eltern keinen Gemeinschaftssinn, so beeinflusst dies sowohl Gleichgültigkeit als auch abwertendes Verhalten ihrer eigenen Heranwachsenden maßgeblich. In diesen Familien weist jeder dritte Jugendliche anderen individuelle Schuld zu, wohingegen es bei Kindern von Eltern mit positiver Einstellung nur gut jeder Zehnte ist.

## Gleichgültigkeit als Symptom einer Erkrankung oder Störung
In Verbindung mit Erkrankungen oder Störungen kann Gleichgültigkeit in einer sehr ausgeprägten Form mit folgenden Symptomen auftreten: Teilnahms- und Leidenschaftslosigkeit, Abwesenheit von Affekten und Antrieb, Unempfindlichkeit gegenüber äußeren Reizen, oft verbunden mit Appetitlosigkeit, Schlafstörungen und Niedergeschlagenheit. Auslöser für diese extreme Teilnahmslosigkeit, bzw. Apathie, können psychischen Störungen, wie Depressionen, Posttraumatische Belastungsstörung, Psychose, Demenz, Autismus, Schilddrüsenfehlfunktion, der Konsum psychotroper Substanzen oder die Nebenwirkung von Medikamenten (z. B. Neuroleptika) sein.
Ein Neuroleptikum wird gegen Erregungszustände, Wahnideen, Halluzinationen, Denkzerfahrenheit und weitere (z. B. katatone) Störungen des Erlebens oder Verhaltens eingesetzt. Hochpotente Neuroleptika verringern aber die Intensität der Wahrnehmung. Davon sind Sinneswahrnehmungen ebenso betroffen wie die Wahrnehmung des eigenen Körpers, der eigenen Gedanken und Gefühle.
Mögliche Vorzeichen für eine sich eintrübende Gesamtstimmung bei Betroffenen können dabei sehr unterschiedlich sein, dazu zählen: zunehmende Hilflosigkeit und Überforderung bei der Bewältigung des Alltags. Resignation hinsichtlich der eigenen Erscheinung und des Wohnumfeldes (bis hin zur Vermüllung bzw. Auftreten eines Messie-Syndroms) sowie Prokrastination.
Eine besonders schwere Form von Gleichgültigkeit, im Sinne von Empathielosigkeit, tritt im Zusammenhang mit Psychopathie auf. Da Psychopathen die Empathie fehlt, können sie ihre Ziele skrupellos verfolgen, ohne danach Schuld oder Reue zu fühlen. Auf der Merkmalsliste zur Erkennung psychopathischer Menschen, des Psychologen Robert D. Hare treffen zahlreiche Eigenschaften zusammen, die mit einer extremen Gleichgültigkeit einhergehen können, wie z. B. fehlende Empathie, Unfähigkeit Reue oder tiefe Gefühle zu empfinden sowie die Unfähigkeit Verantwortung zu übernehmen.
Empathiemangel gilt als ein Leitsymptom von dissozialer Persönlichkeitsstörung (Psychopathie) und narzisstischer Persönlichkeitsstörung. Betroffenen gelingt es nicht, Gefühle, insbesondere auch Ängste und Schmerzen anderer wahrzunehmen. Empathiemangel geht häufig mit eigener Gefühllosigkeit (Alexithymie) und mit Störungen der Emotionsregulation einher. Auch wenn bei weitem nicht alle Betroffenen straffällig werden, ist Psychopathie ein guter Prädikator für Gewaltdelinquenz.

## Gleichgültigkeit und Strafrecht

### Bei der Abgrenzung von Vorsatz oder Fahrlässigkeit
Wenn juristisch erörtert wird, ob bzw. in welchem Maße ein Täter schuldfähig ist, stellt sich die Frage, ob eine Tat mit voller Absicht oder aus Fahrlässigkeit verübt wurde. Die Gleichgültigkeitstheorie besagt, dass ein Täter bedingt vorsätzlich handelt, wenn ihm der Eintritt des Taterfolgs gleichgültig ist. Sinngemäß liegt dieser Einstellung der Gedanke zu Grunde, dass der Täter die Umsetzung der Tat für möglich hält und gleichzeitig aus Gleichgültigkeit gegenüber dem verletzten Rechtsgut handelt. Die Gleichgültigkeitstheorie stößt insbesondere wegen der praktischen Schwierigkeiten des Nachweises einer gleichgültigen Haltung auf Kritik.
Ein weiteres Instrument zur Abschätzung, ob eine Tat vorsätzlich begangen wurde, ist die Billigungstheorie. Gemäß der Billigungstheorie handelt ein Täter bedingt vorsätzlich, wenn er den Eintritt des Taterfolgs mindestens für möglich hält und diesen „billigend in Kauf nimmt“. Der Unterschied zur bewussten Fahrlässigkeit besteht darin, dass fahrlässige Täter ernsthaft darauf vertrauen, dass der Erfolg nicht eintreten werde. Dagegen schließt die billigende Inkaufnahme ein, dass der Ausgang der Handlung dem Täter egal ist, er billigend in Kauf genommen wird oder der Täter das angestrebte Ziel im Vordergrund sieht und sich dabei mit möglichen Begleitschäden der Handlung abfindet.

### Als Kindeswohlgefährdung
In der Erziehung wird die Verweigerung emotionaler Zuwendung mittlerweile als psychische Misshandlung eingestuft. Sind Eltern ihren Kindern gegenüber gleichgültig oder zurückweisend, können sich bei den betroffenen Kindern folgende Probleme entwickeln: Auffälligkeiten in der Interaktion, der emotionalen Entwicklung oder dem Verhalten (z. B. unangemessener Umgang mit Nähe und Distanz). Emotionale Auffälligkeiten können tiefgreifender Vertrauensverlust, widersprüchliches (ambivalentes) Verhalten gegenüber den Eltern, Bindungsunfähigkeit oder ausgeprägte Ängste sein. Mögliche Verhaltensauffälligkeiten des Kindes können extreme Aggressivität, Hyperaktivität, Impulsivität, Leistungsstörungen und Leistungsabfall oder sozialer Rückzug aus dem Freundeskreis (Peergroup) sein.
Vernachlässigung wird dabei als Sonderform von Gefährdung des Kindeswohls eingestuft, wobei Gleichgültigkeit oft eine der Ursachen ist, während Deprivation eine mögliche Folge sein kann. Vernachlässigung tritt auf, wenn Eltern ihren Kindern Zuwendung, Liebe, Akzeptanz, Betreuung, Schutz und Förderung verweigern, oder indem die Kinder physischen Mangel erleiden müssen. Emotionale Vernachlässigung, z. B. durch mangelnde positive Zuwendung und Feinfühligkeit oder fehlende Reaktion auf emotionale Signale des Kindes wirkt sich auf die Entwicklung der Empathiefähigkeit aus. Beide hier genannten Formen der Vernachlässigung gehen mit einem erhöhten Risiko späterer Straffälligkeit oder späteren Suchtmittelgebrauchs einher.